# Calice al Cornoviglio
Calice al Cornoviglio is een gemeente in de Italiaanse provincie La Spezia (regio Ligurië) en telt 1175 inwoners (31-12-2004). De oppervlakte bedraagt 34,1 km², de bevolkingsdichtheid is 34 inwoners per km².

## Demografie
Calice al Cornoviglio telt ongeveer 569 huishoudens. Het aantal inwoners daalde in de periode 1991-2001 met 9,1% volgens cijfers uit de tienjaarlijkse volkstellingen van ISTAT.
| Jaar | Inwoneraantal |
| ---- | ------------- |
| 1991 | 1290          |
| 2001 | 1173          |

## Geografie
Calice al Cornoviglio grenst aan de volgende gemeenten: Beverino, Follo, Mulazzo (MS), Podenzana (MS), Rocchetta di Vara, Tresana (MS).

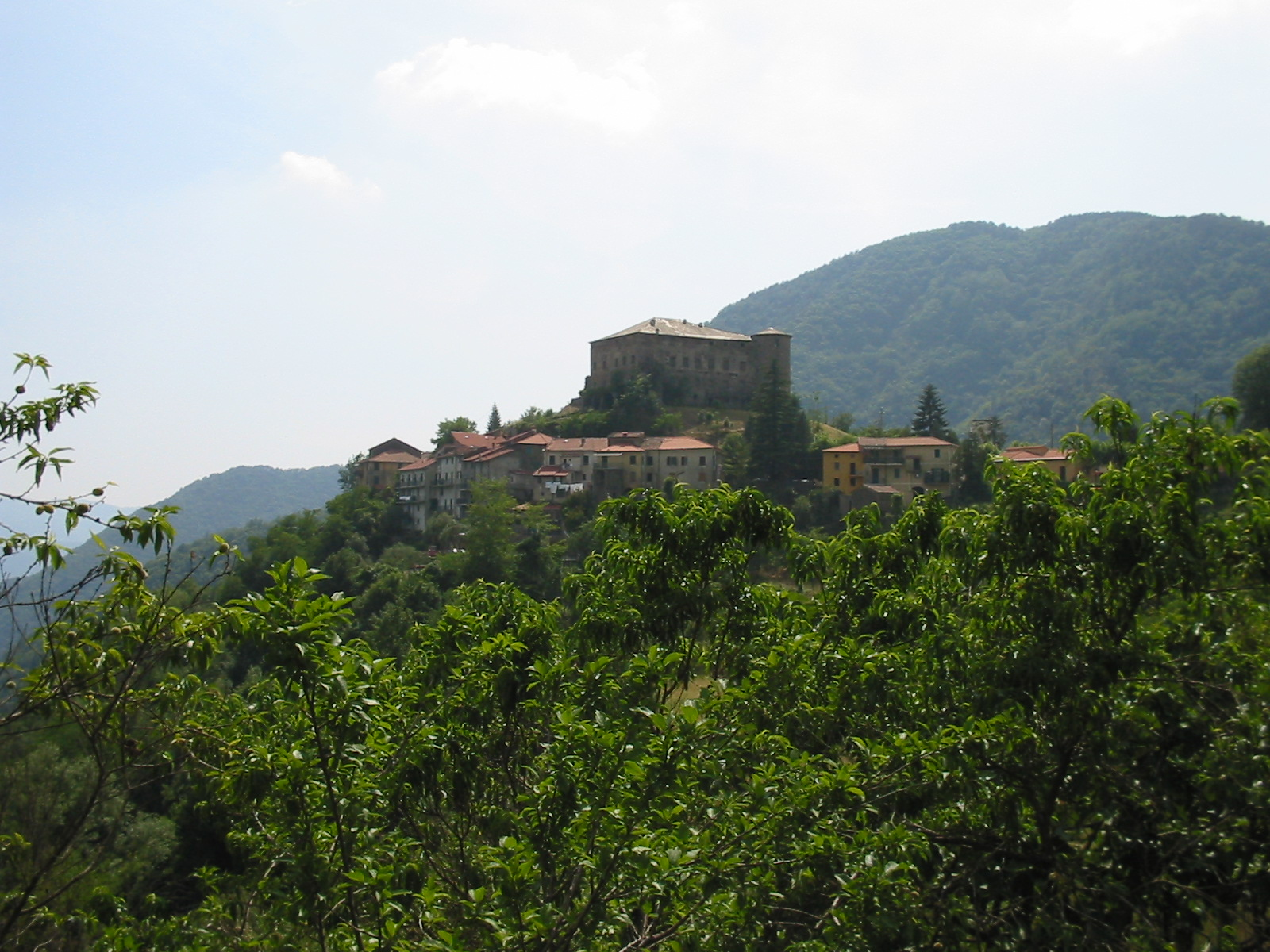
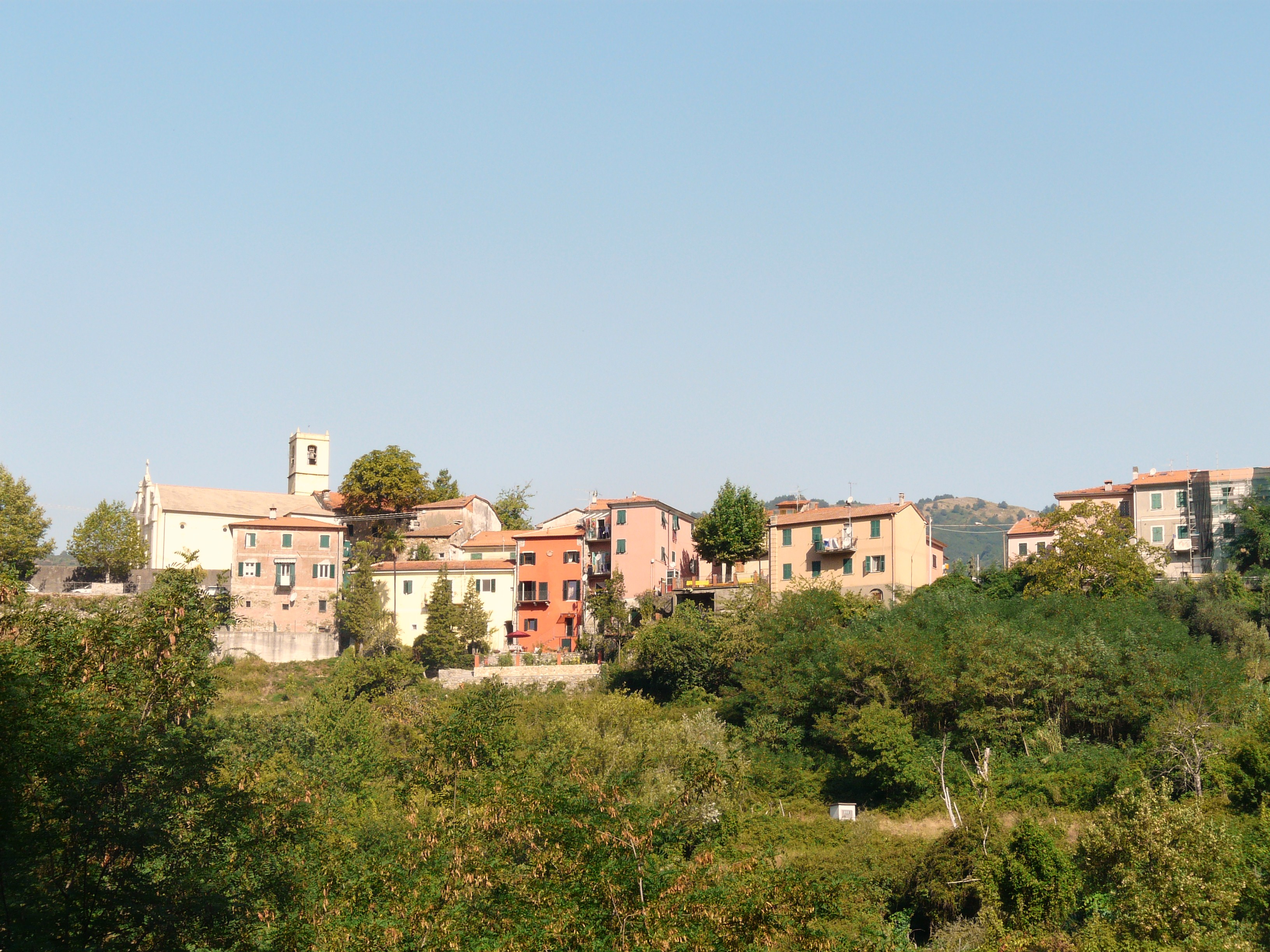
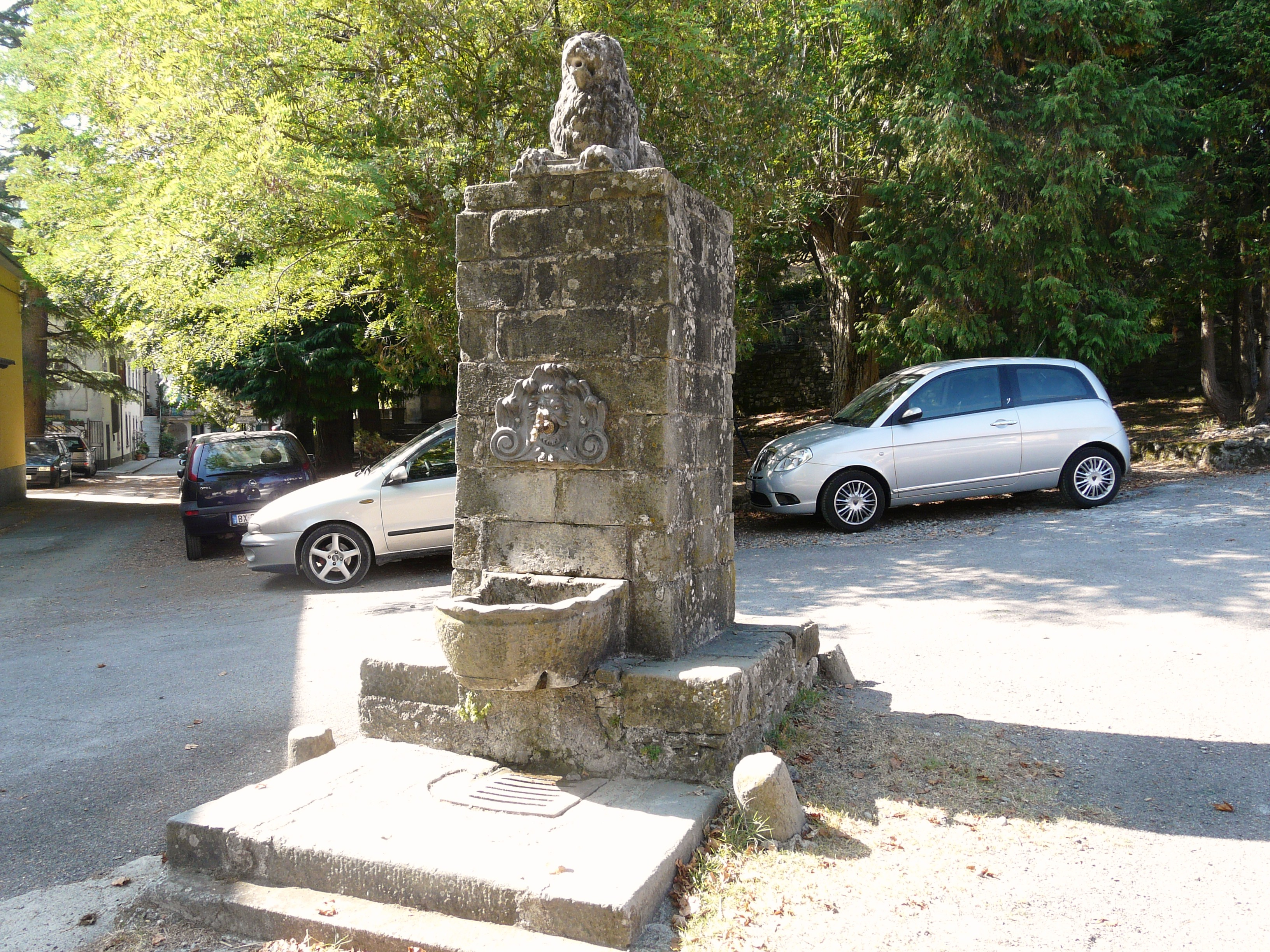
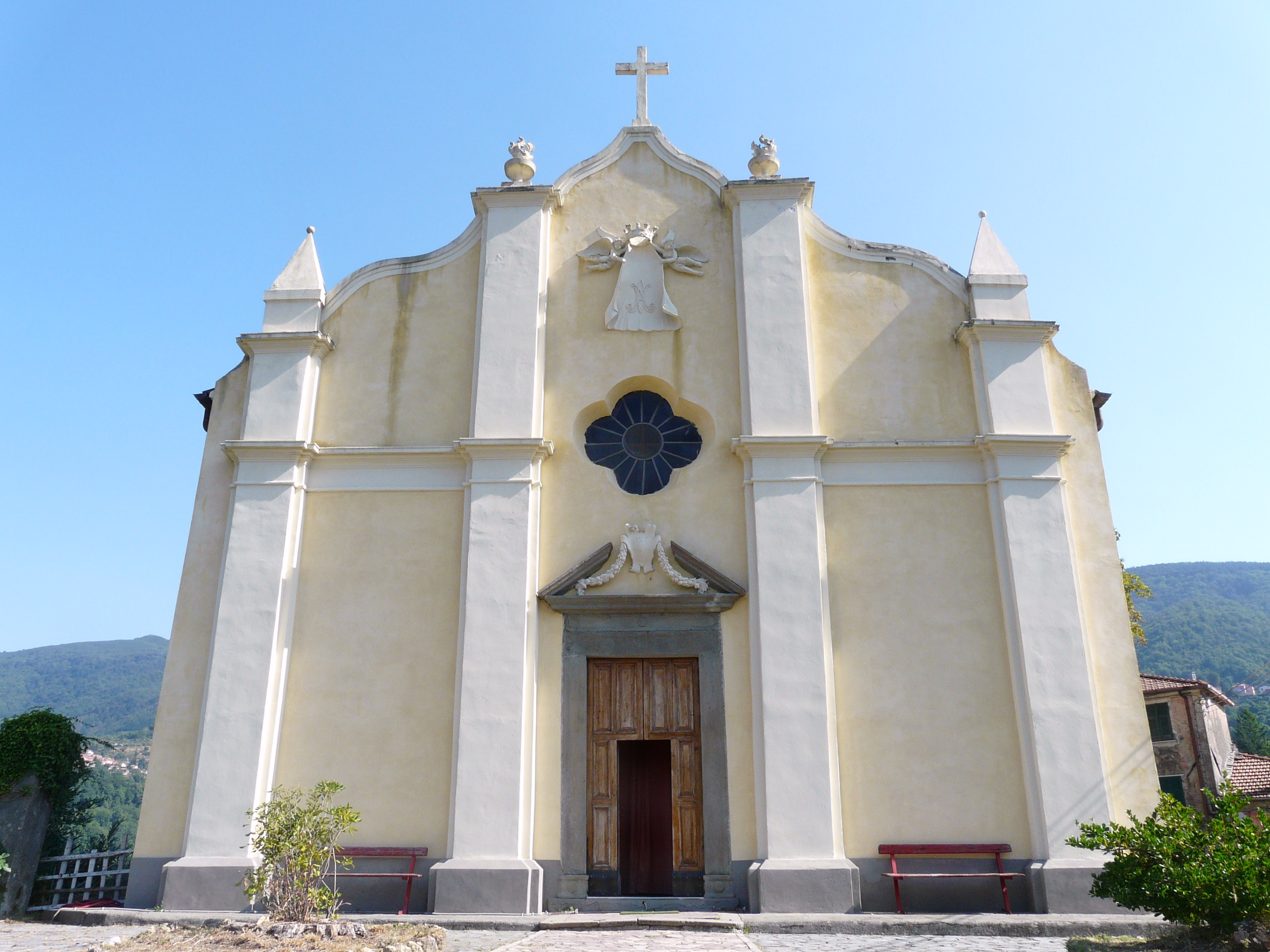
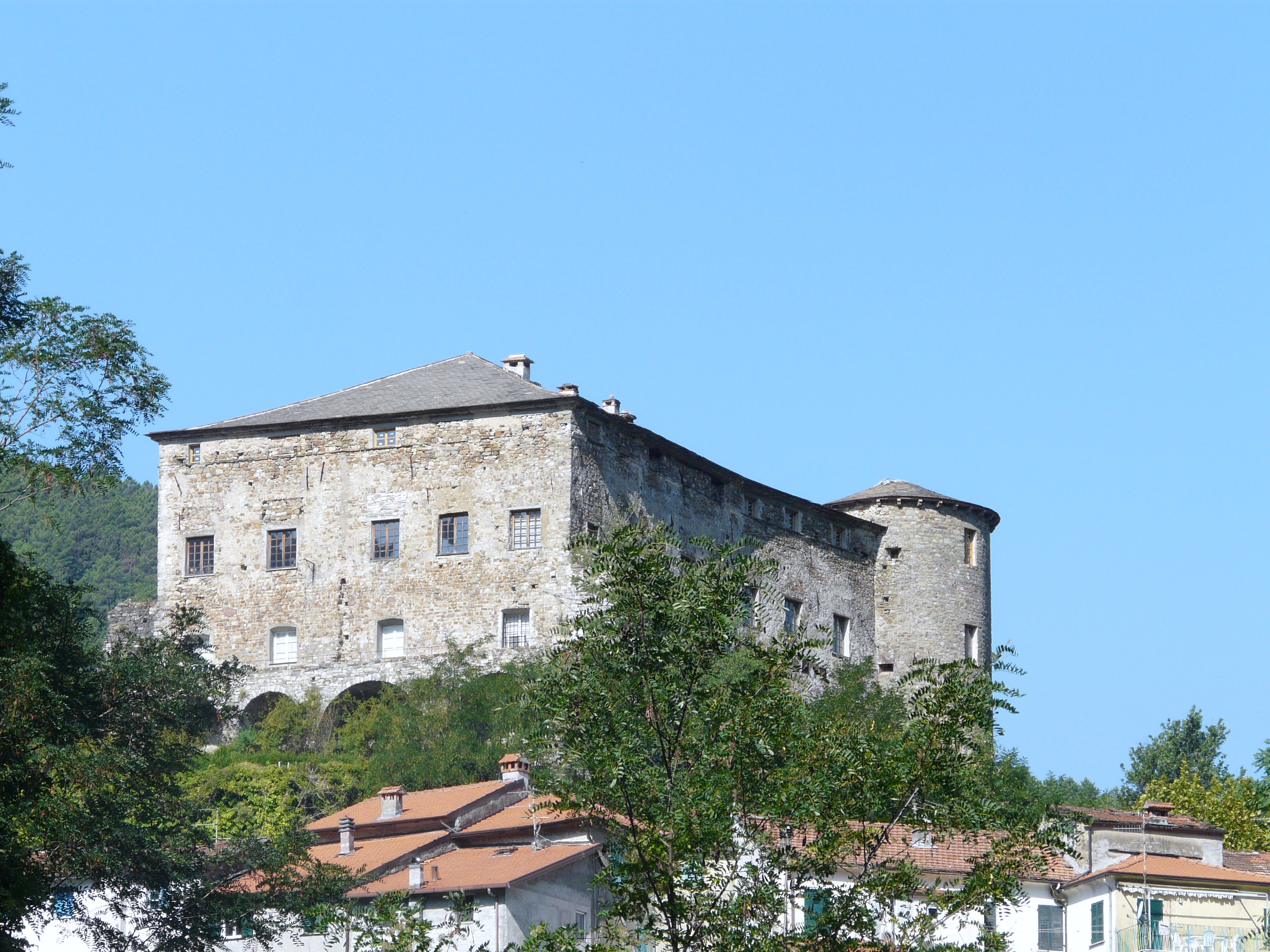
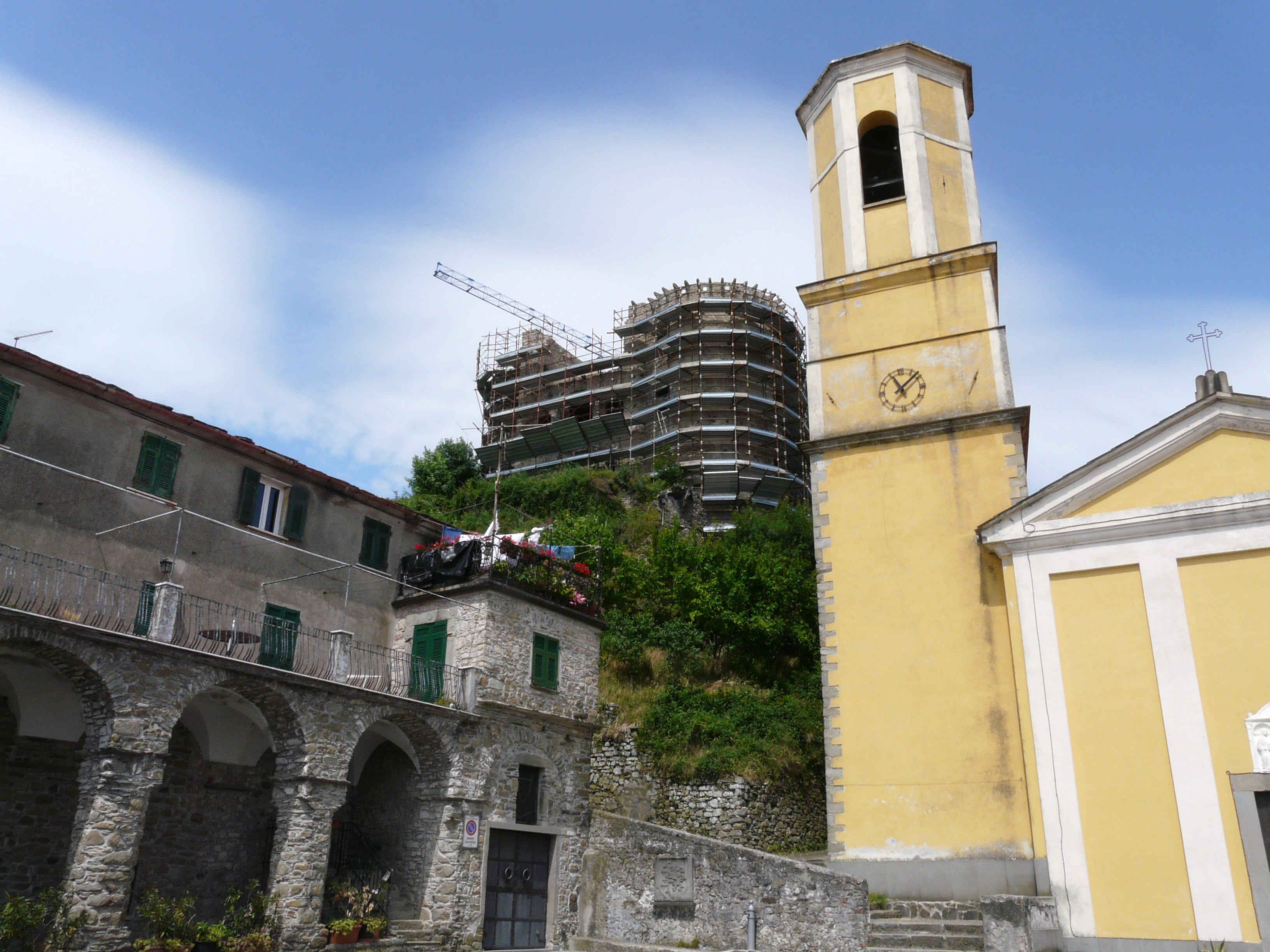
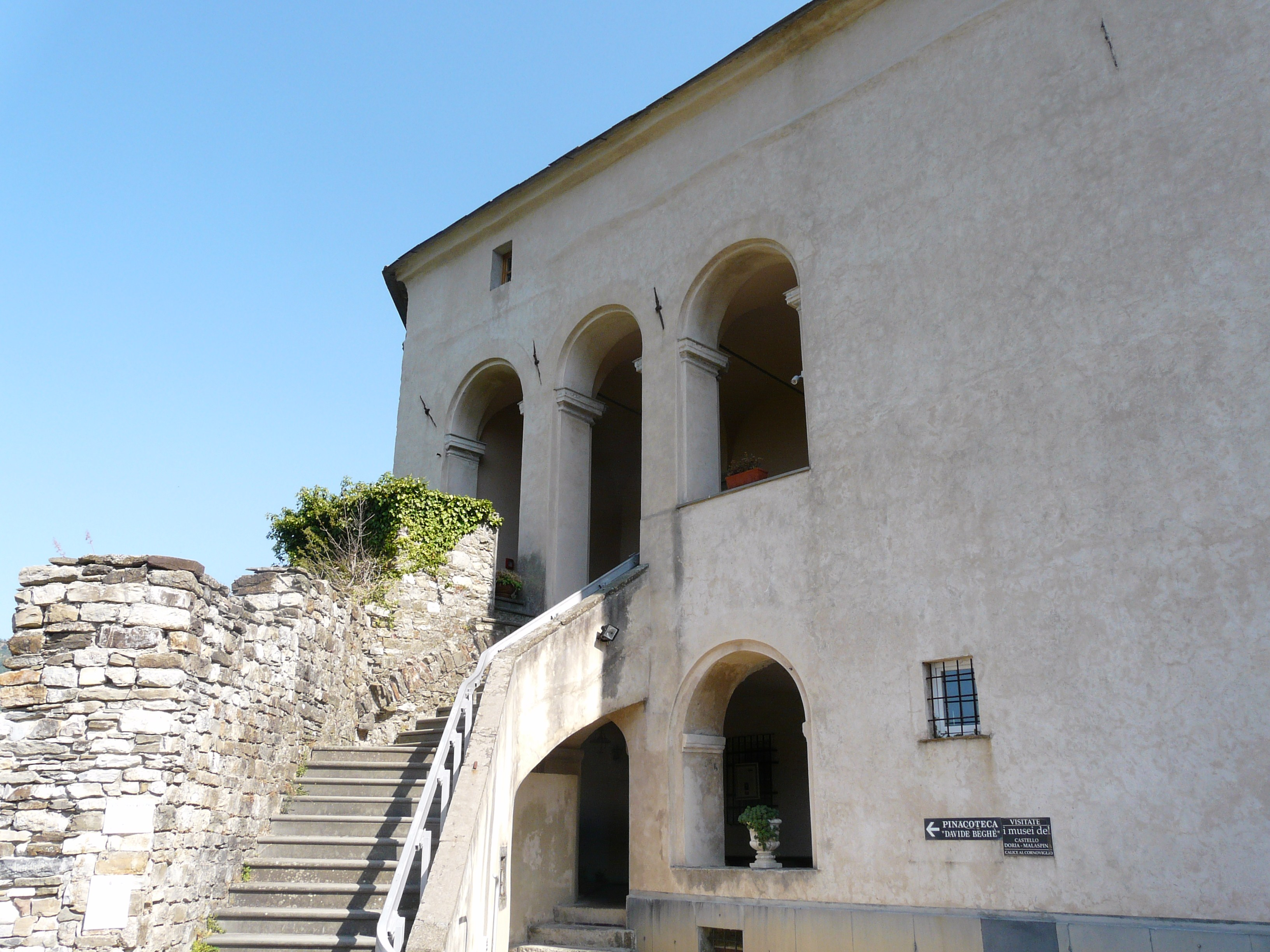
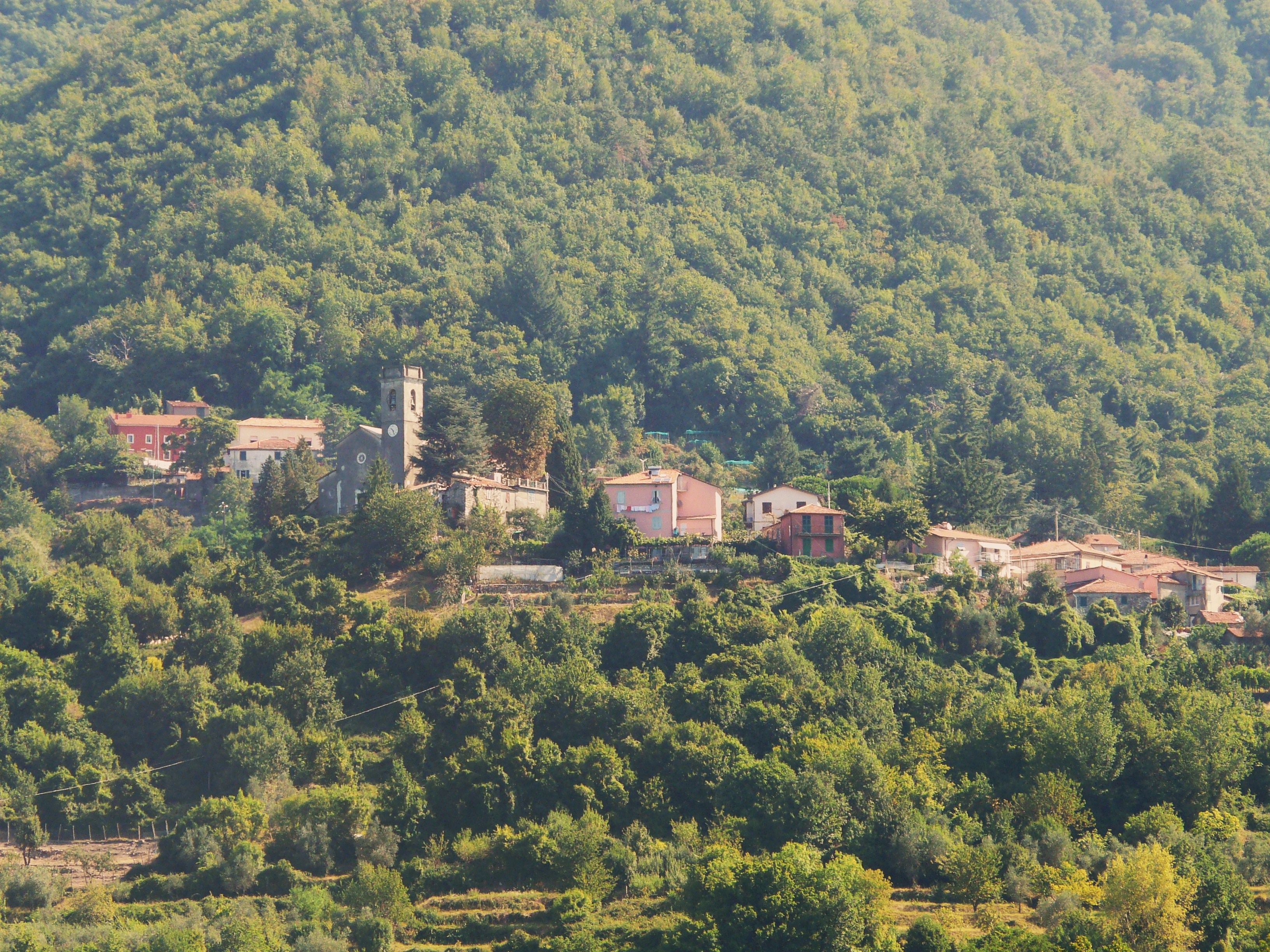

Ameglia · Arcola · Beverino · Bolano · Bonassola · Borghetto di Vara · Brugnato · Calice al Cornoviglio · Carro · Carrodano · Castelnuovo Magra · Deiva Marina · Follo · Framura · La Spezia · Lerici · Levanto · Maissana · Monterosso al Mare · Ortonovo · Pignone · Porto Venere · Riccò del Golfo di Spezia · Riomaggiore · Rocchetta di Vara · Santo Stefano di Magra · Sarzana · Sesta Godano · Varese Ligure · Vernazza · Vezzano Ligure · Zignago